# 정우인
정우인(鄭愚仁, 1988년 2월 1일 ~ )은 대한민국의 축구 선수이다.

## 클럽 경력
정우인은 초등학교 시절 축구부가 없는 양산시를 떠나 부산으로 떠났다. 부산에서 해운대초등학교, 금사중학교, 동래고등학교를 거쳤고, 경희대학교 김광진 감독의 눈에 들어 스카우트되었다. 그의 원래 포지션은 공격수였으나 대학교 3학년 때 감독의 권유로 수비수로 전향했다.
경희대학교를 졸업하고 신생팀 용인시청에 입단했고, 내셔널리그 2010 시즌 충주 험멜과의 개막전에서 후반 15분 골을 터뜨려 용인시청의 공식전 첫 골을 넣은 선수가 되었다. 이 골로 용인시청은 창단 후 공식전 첫 승리를 따내었다. 한 시즌 동안 정우인은 22경기에 출전하여 5골을 넣으며 활약했다.
이후 2011년 K리그 신인 드래프트에서 정우인은 신생팀 광주 FC에 2순위로 지목되어 프로 무대를 밟게 되었다. 그리고 2011년 3월 5일 대구와의 K리그 2011 시즌 개막전에서 데뷔전을 치렀다.
2014 시즌을 앞두고, 강원 FC로 이적하였다.
2015 시즌 종료후 팀을 떠났으며 충주 험멜 축구단으로 이적하였다.
2017시즌을 앞두고 K3리그의 포천 시민축구단으로 이적했다.

## 수상

### 클럽

#### 포천 시민축구단
- K3리그 우승 1회 (2017년)